# Франческа Микиелин
Франчèска Микиелѝн (на италиански: Francesca Michielin; * 25 февруари 1995 в Басано дел Грапа, Италия) е италианска певица, авторка на песни, композиторка и мултиинструменталистка.
Тя става известна през 2011 г. след победата си на петото издание на шоуто за таланти X Factor.
По време на кариерата си печели три Музикални награди Уинд, една Награда Лунеция, второ място във Фестивала на италианската песен в Санремо през 2016 г. и 2021 г., и представя Италия на Евровизия 2016.  През 2022 г. италианското списание „Форбс“ включва певицата в списъка на 100-те жени на 2022 г.

## Ранни години
Родена е през 1995 г. в град Басано дел Грапа, Северна Италия. Майка ѝ Вана Моро е счетоводителка, а баща ѝ Тициано Микиелин – фирмен служител. Има един по-голям брат Филипо – спортен журналист.
На 9-годишна възраст започва да взима уроци по пиано. По-късно учи и електрическа бас китара. На 14 г. започва да пее в госпъл хор в родния си град. Благодарение на брат си проявява интерес към рок музиката и по-късно се фокусира върху изпълнители като Джеф Бъкли и Деймиън Райс, и групата Бон Айвър. След като слуша дебютния албум на Адел „19“, започва да композира собствени песни на пиано. В гимназията основава Monkey Nuts – пънк рок група от три момичета, в която свири на бас.
Преди да стане известна, учи в Класическия лицей „Броки“ в родния си град. От предпоследната година в училище тя се явява на изпити като външна кандидатка, за да продължи своята музикална кариера. Завършва класическата гимназия „Институт Каванис „Канова“ в село Посаньо през юли 2014 г. Към 2021 г. е студентка във Факултета за движими културни ценности към Университет „Ка' Фоскари“ във Венеция.

## Музикална кариера

### Победа в шоутоX Factorи дебютно EP (2011 – 2012)
На 16 г. Микиелин трябва да замести соло певица на госпъл концерт. Нейното изпълнение впечатлява звукооператор, който я съветва да се яви на прослушването за 5-ото издание на шоуто за таланти X Factor през 2011 г. Тя пее песента на Лед Зепелин Whole Lotta Love и е избрана от нейната менторка Симонта Вентура да бъде част от отбора ѝ Under Women. По време на изпълненията на живо пее песента на Адел Someone Like You, Roadhouse Blues на Дорс и Higher Ground на Стиви Уондър.
На 29 декември 2011 г. по време на полуфиналите певицата изпълнява песента Distratto, композирана от Eлиза и Роберто Казалино. На финала на 5 януари 2012 г. тя печели X Factor, като получава звукозаписен договор със Сони Мюзик на стойност 300 хил. евро.
На 6 януари 2012 г. излиза дебютният ѝ сингъл Distratto („Разсеян“) с лейбъла Сони Мюзик. На 12 януари той достига първо място в класацията Топ сингли на Италия и впоследствие е сертифициран като мултиплатинен за над 60 хил. продадени копия. Песента е включена в дебютното EP на Микиелин Distratto, издадено в цифров формат на 6 януари и на физически носител на 24 януари. EP-то включва презаписани версии на някои от песните, които тя изпълнява на концерти на живо. То достига 9-та позиция в класацията на FIMI на албумите.
На 17 февруари 2012 г., по време на четвъртата вечер на Фестивала на италианската песен в Санремо, Франческа пее в дует с Киара Чивело песента Al posto del mondo („На мястото на света“).
През март 2012 г. Distratto се появява във филма 10 regole per fare innamorare („10 правила, които да те накарат да се влюбиш“), но не е включен в албума на филма.

### АлбумRiflessi di me(2012 – 2014)
На 31 август 2012 г. излиза Sola („Сама“) – сингъл, предшестващ излизането на първия студиен албум на певицата, озаглавен Riflessi di me („Отражения от мен“) и издаден на 2 октомври същата година. Албумът се радва на творческия надзор на Елиза и на продуцентството на съпруга ѝ Андреа Ригонат. CD-то вижда дебюта на Микиелин като писателка и композиторка: тя има творческо участие в три песни в него, включително в заглавната песен, написана съвместно с Елиза и Вирджинио Симонели. Албумът достига 4-та позиция в Италианската класация за албуми, а сингълът Sola – 13-та позиция, като впоследствие е сертифициран като златен за повече от 15 хил. продадени копия. От албума се извлечени синглите Tutto quello che ho („Всичко онова, което имам“) и Se cadrai („Ако паднеш“), съответно издадени на 16 ноември 2012 г. и 25 януари 2013 г.
Певицата също така си сътрудничи с рапъра Федец в реализацията на песента Cigno nero („Черен лебед“) в албума му Sig. Brainwash – L'arte di accontentare, пусната като сингъл на 1 март 2013 г. През последната седмица на 2014 г. песента е сертифицирана като два пъти платинена от FIMI за продажбата на над 60 хил. копия в цифров вид.
През лятото на 2013 г. Микиелин открива концертите на различни изпълнители: на 20 юли в Гардоне Ривиера на Джино Паоли и Данило Реа, на 28 юли в Тарвизио на Франко Батиато на 18 август в Марина ди Пиетрасанта на Кристиано де Андре, и на 21 септември в Падуа на Елио е ле Сторие Тезе.
На 19 и 20 януари 2014 г. тя играе главната роля в пиесата La ragazza con l'orecchino di perla („Момичето с перлена обица“). В шоуто участват и Франко Батиато – автор на музиката, Марко Голдин – създател на представлението и Аличе, която се качва на сцената в Общинския театър на Болоня.

### Сътрудничество и албумdi20(2014 – 2016)
През март 2014 г. Микиелин е избрана за единствения италиански изпълнител в саундтрака на филма Невероятният Спайдър-Мен 2. Тя е съавторка както на текста, така и на музиката песента на английски, озаглавена Amazing. На 26 март тя разкрива, че песента ще бъде пусната като сингъл на 28 март. Видеоклипът излиза на 11 април.
През 2014 г. певицата си сътрудничи с Федец в реализацията на сингъла му Magnifico („Великолепен“). Песента е част от четвъртия студиен албум на рапъра Pop-Hoolista и е успешна в цяла Италия, като е сертифицирана като петкратно платинена за повече от 250 хил. продадени копия, а през 2017 г. е шесткратно платинена.
На 6 март 2015 г. певицата пуска сингъла L'amore esiste („Любовта съществува“), композиран от Фортунато Дзампильоне. Официалният видеоклип, режисиран от Джакомо Триля, излиза на 9 март. Тя влиза в челната десетка на Италианската Top digital класация на FIMI и получава Поп наградата на Наградата „Лунеция“. По-късно песента е сертифицирана като мултиплатинена за над 100 хил. продадени копия. На 5 май излиза Ora o mai più („Сега или никога повече“) – първият албум на рапъра Дон Джо, в който тя участва с песента Le nostre ali („Нашите крила“).
През юни 2015 г. тя взима участие в Летния фестивал в Рим с L'amore esiste („Любовта съществува“) и Magnifico в дует с Федец, като получава две номинации за наградата RTL 102.5 – Summer Song.
На 7 юли е обявено излизането на втория ѝ сингъл Battito di ciglia („Мигване“), което се състои на 10 юли заедно с публикуването на свързания с него видеоклип.
На 6 септември 2015 г. тя е главната героиня на концерт на Пиаца дела Република в Терни, посветен на Серджо Ендриго за 10-годишнината от смъртта му.
На 25 септември 2015 г. е пуснат третият сингъл Lontano („Далеч“) предшестващ свързания с него официален видеоклип. Той излиза на 25 февруари 2016 г. и е заснет на остров Чирела в Тиренско море. На 27 септември 2015 г. певицата обявява втория си студиен албум, озаглавен di20, чрез Фейсбук. Албумът, продуциран от Микеле Канова Йорфида, излиза на 23 октомври. Два дена преди това тя пее в Летния павилион на Уникредит в Милано, за да промоцира албума си.
На 13 декември в рубриката „Шампиони“ е обявено участието ѝ в 66-ото издание на Фестивала в Санремо.
През януари 2016 г. Микиелин е заета с Nice to Meet You – първото ѝ турне, в което тя изпълнява сама на сцената. На 30 януари, в края на турнето, излиза в цифров формат Nice to Meet You (Acoustic Live Solo) – EP, съдържащо някои от песните от концертите ѝ на живо, включително неиздаваната Nice to Meet You.
От 9 до 13 февруари 2016 г. тя се състезава на 66-ото издание на Фестивала в Санремо с Nessun grado di separazione („Никаква степен на разделяне“) – песен, вдъхновена от теорията за шестте степени на разделяне. По време на третата вечер, посветена на кавър версиите, певицата интерпретира Il mio canto libero на Лучо Батисти в преаранжирана версия. В края на фестивала тя се класира на второ място. Тъй като победителите Стадио се отказват от участие в Евровизия 2016, което е право на победителя на фестивала, Rai избира Франческа Микиелин за представителка на Италия: тя решава да участва със съкратена и двуезична версия на сингъла от Санремо, озаглавена No Degree of Separation и пусната онлайн на 25 март 2016 г.
На 19 февруари 2016 г. е повторно издаден албумът di20are, който съдържа Nessun grado di separazione, неиздаваната È con te („С теб е“), Tutto è magnifico (оригинална версия на Magnifico) и Nice to Meet You.
На 19 април 2016 г. по Картун Нетуърк Италия излиза американският анимационен сериал „Реактивните момичета“, базиран на сериала Реактивните момичета. В него Микиелин пее началната тема.
На 29 април 2016 г. от родния ѝ град Басано дел Грапа стартира Beat the Street – пътуване през различни европейски градове, в което певицата се среща с някои от участниците в Евровизия 2016. След спирките във Виена, Варшава, Берлин и Копенхаген тя достига Стокхолм – дом на европейския песенен конкурс. Микиелин автоматично се класира за финала, тъй като Италия е част от Голямата петорка. В края на състезанието тя е класирана на 16-то място.
На 3 юни 2016 г. излиза сингълът Un cuore in due („Сърце на две“) впоследствие сертифициран със злато за повече от 25 хил. продадени копия. На 13 юни излиза официалният видеоклип на песента.
През септември 2016 г., по случай 73-ия Международен филмов фестивал във Венеция, е представен филмът Piuma, чиято основна тема е Almeno tu („Поне ти“), извлечен като последен сингъл от албума di20are на 23 септември. На 5 октомври Микиелин започва турнето di20are, което я ангажира през есента на 2016 г. в различни клубове в Италия.
През февруари 2017 г. тя участва в саундтрака на анимационния филм Ballerina с песента Tu sei una favola („Ти си приказка“) а на 28 април излиза 10 + 10 – компилация от най-добрите хитове на Сирия, съдържаща дуета с Микиелин Non dimentico più („Вече не забравям“).

### Албум2640(2017 – 2018)
На 21 юли 2017 г. излиза Vulcano – сингъл, написан от Микиелин заедно с Дарио Фаини. Официалният видеоклип на песента е заснет от Джакомо Триля в Берлин между 22:00 и 5.30 часа и е пуснат онлайн в деня на излизането на сингъла. Vulcano постига платинен статус за продажба на повече от 50 хил. копия.
На 3 септември тя изпълнява Химна на Италия по случай Гран при на Италия 2017 г.
На 10 ноември излиза албумът Duets – Tutti cantano Cristina на Кристина Д'Авена, в който Франческа Михиелин пее в дует песента L'incantevole Creamy – италианската тематична песен на едноименното аниме.
На 17 ноември е ред на втория сингъл, предшестващ албума ѝ – Io non abito al mare („Аз не живея на морето“), написан от певицата и Калкута. Видеоклипът към песента, заснет в Джибелина в лендарт-а Cretto di Burri, е публикуван в официалния ѝ Ютюб канал на 20 ноември. Сингълът впоследствие е сертифициран като платинен за над 50 хил. продадени копия в Италия.
На 5 декември певицата разкрива заглавието на третия си албум: 2640. Записът, продуциран от Микеле Канова Йорфида, е пуснат на 12 януари 2018 г. и дебютира на втората позиция в Италианската класация на албумите. Албумът я вижда като автор или съавтор на почти всички песни и тя си сътрудничи с Калкута, Дарио Фаини, Томазо Парадизо и Козмо.
Между 16 март и 15 април 2018 тя популяризира албума чрез свързаното с него турне 2640 Tour. За да съвпадне с първата дата на турнето, певицата пуска третия си сингъл Bollivia. Видеоклипът към песента излиза на 20 март.
На 11 май 2018 г. Карл Брейв публикува Fotografia – сингъл от албума му Notti brave, в който като гости участват Фабри Фибра и Микиелин. Песента става летен хит и е сертифицирана като мултиплатинена за над 150 хил. продадени копия. На 25 май тя пее в Милано на Фестивал MI AMI – един от най-важните италиански независими и алтернативни музикални фестивали. Също за лятото на 2018 г. певицата възобновява промоцията на албума си с втората част на турнето 2640.
На 15 юни 2018 г. излиза четвъртият ѝ сингъл Tropicale, придружен от видеоклип. На 16 ноември излиза непубликуваната песен Femme, чийто текст се фокусира върху темата за менсплейнинг. Песента е включена в преизданието на албума 2640 на плоча на 7 декември; това издание включва също песента Fotografia и демо версия на Tropicale.
На 24 ноември Микиелин започва Il tour sopra la techno – турне, в което тя изпълнява с електронен лайв сет, изцяло свирен от нея.

### Сътрудничество и албумFeat (stato di natura)(2019 – 2021)
На 1 януари 2019 г. по италианските кина излиза филмът Ralph spacca Internet, чийто саундтрак включва и песента на Микиелин Il mio posto a Slaughter Race – италианската адаптация на In This Place на Джулия Майкълс.
На 20 февруари парчето Bollivia е сред десетте финалисти на наградата Амнести Интернешънъл Италия в категория 'Big'. Наградата е признание за парчетата на успешни италиански изпълнители от предходната година, които засягат въпроси, свързани с правата на човека.
На 16 март излиза Sulle ali di un sogno – компилация от най-големите хитове на група Ле Орме: в нея те пеят с Микиелин песента Gioco di bimba („Детска игра“). През май същата година тя присъства на 72-рото издание на филмовия фестивал в Кан като композиторка на музиката на A Cup of Coffee With Marilyn – късометражен филм на Алесандра Гонела, в който актрисата Мириам Леоне играе Ориана Фалачи. Това е първият саундтрак, композиран от Микиелин. На 18 октомври излиза сингълът на британския автор на песни Джеймс Морисън Glorious2, изпят в дует с певицата и по-рано съдържащ се в албума му You're Stronger Than You Know от 8 март 2019 г.
На 15 ноември излиза Cheyenne – водещият сингъл от четвъртия ѝ албум с неиздавани песни Feat (stato di natura) в сътрудничество с Чарли Чарлз и композиран от Алесандро Райна, Давиде Симонета и Махмуд; свързаният с песента видеоклип излиза шест дни по-късно.
През февруари 2020 г. Микиелин пее на Фестивала в Санремо в дует с Леванте и Мария Антоанета песента Si può dare di più („Може да се даде повече“).
На 12 март 2020 г. излиза новият студиен албум на певицата Feat (stato di natura), в който тя си сътрудничи с различен изпълнител във всяка от 11-те му песни. В седмиците преди албума Франческа участва в три концерта в Милано, всеки с различна тема и състав. В края на всяко изпълнение тя представя нова песен, която по-късно излиза като онлайн сингъл. На 20 февруари публикува Gange в сътрудничество с рапъра Шива, на 27 февруари Riserva naturale („Природен резерват“) с италианския инди поп/рап дует Coma Cose, на 5 март Studio с Фабри Фибра и почти едновременно, на 12 март, Stato di natura с Монескин.
През 2021 г. Микиелин участва в 71-ия Фестивал на италианската песен в Санремо с песента Chiamami per nome („Наричай ме по име“) в дует с Федец. Поради направения предварителен преглед на песента още преди началото на фестивала ръководството призовава двамата изпълнители за нарушение на равноправното участие. Те обаче не са дисквалифицирани и песента се класира на второ място.
През октомври пуска неиздавания си сингъл Nei tuoi occhi („В твоите очи“) – песен, която е част от саундтрака на филма Marilyn ha gli occhi neri със Стефано Акорси и Мириам Леоне, които също се появяват в музикалното видео. На следващата година песента получава номинация за „Давид на Донатело“ в категорията за най-добра оригинална песен.

### 2022 – 2023 г.: албумCani sciolti
През 2022 г. тя участва в 72-ия фестивал в Санремо като диригентка за песента Ogni volta è così на Ема Мароне. На 24 февруари получава академична диплома от първо ниво по джаз пеене в консерваторията на Кастелфранко Венето.
На 6 март прави своя дебют като водеща в програмата Effetto terra, излъчвана по Sky Nature и по поръчка на Now. На 15 март публикува първия си роман Il cuore è un organo („Сърцето е орган“) с изд. „Арнолдо Мондадори“. От 4 юни е водеща на 16-то издание на Екс Фактор Италия, 10 години след победата си като състезателка.
На следващия 1 юли издава сингъла Bonsoir, целящ да популяризира турнето  Bonsoir! - Michielin10  в театъра, планиран за 2023 г. На 9 септември издава сингъла Occhi grandi grandi („Много големи очи“), който се превръща в радио хит, влизайки в топ 10 на италианския ефир и в топ 15 на радио ефира. И двата сингъла предшестват обявяването на четвъртия албум на изпълнителката, озаглавен Cani sciolti („Развързани кучета“). Издаден на 24 февруари 2023 г., синглите Un bosco („Гора“) и Quello che ancora non c'è („Онова, което още го няма“) също са извлечени от него.

## Музикални влияния
От ранна възраст Франческа Микиелин се приближава до рок музиката благодарение преди всичко на влиянието на по-големия си брат Филипо. Тя многократно заявява, че е израснала, слушайки Ред Хот Чили Пепърс (любимата ѝ група), Джеф Бъкли, Бон Айвър, Куин, Нирвана, Дженезис, Aни Ленъкс, Рейдж Агейнст дъ Машин и Кинг Кримсън, без да пренебрегва ню метал групи като Систем оф ъ Даун, Инкъбъс и Kорн. Той е много вдъхновен от света на акустичното писане на песни: всъщност има препратки към Деймиън Райс и Трейси Чапман . В поп вселената тя оценява Адел сред чуждестранните изпълнители и Джованоти и Макс Гацè сред италианците, като винаги е тяхна голяма почитателка. Сред композиторите харесва Джо Хисаиши – доверен сътрудник на японския майстор на анимацията Хаяо Миядзаки.

## Личен живот
Певицата е резервирана за личния си живот. През 2016 г. тя признава, че е необвързана, но поддържа добри отношения с последния си бивш приятел. Тя споделя, че е имала сантиментални проблеми в тийнейджърските си години: на 16 -17 г. с първата си връзка и впоследствие на 18 г. с още една болезнена връзка.
От 2020 г. е сантиментално обвързана с бразилския китарист Рамиро Леви (род. 26 май 1985) – солист на бразилската фолк рок група Селтон със седалище в Милано.

## Дискография

### Студийни албуми
- 2012 – Riflessi di me
- 2015 – di20
- 2018 – 2640
- 2020 – Feat (stato di natura)
- 2023 – Cani sciolti

## Турнета
- 2016 – Nice to Meet You
- 2016 – di20are Tour
- 2018 – 2640 Tour
- 2018 – Il tour sopra la techno
- 2020 – Spazi sonori
- 2021 – Fuori dagli spazi Live
- 2023 – Bonsoir! - Michielin10 a teatro
- 2023 – L'estate dei cani sciolti

Residency show
- 2022 – Suono di sabato al Mosso
- 2023 – Suono di sabato all'Arca

## Признания
- 2012 – Награда за изгряващи изпълнители на Италианската награда за видеоклипове[124]
- 2013 – Награди Rockol като италианско обещание / откритие[125]
- 2015 – Музикални награди Уинд – награда за мултиплатинен сингъл за Magnifico с Федец
- 2015 – Награда Лунеция – поп за песента L'amore esiste[126]
- 2016 – Музикални награди Уинд – Златна награда за албум за di20are
- 2016 – Музикални награди Уинд – Награда за платинен сингъл за Nessun grado di separazione
- 2022 – TIM Music Awards Speciale за 10 г. кариера

## Творби
- Il cuore è un organo, Arnoldo Mondadori Editore, 2022